# Nemoura longicercia
Nemoura longicercia är en bäcksländeart som beskrevs av Okamoto 1922. Nemoura longicercia ingår i släktet Nemoura och familjen kryssbäcksländor. Inga underarter finns listade i Catalogue of Life.